# Qatar Total Open 2017
Qatar Ladies Open 2017 - жіночий професійний тенісний турнір, що проходив на кортах з твердим покриттям. Це був 15-й за ліком турнір. Належав до категорії Premier у рамках Туру WTA 2017. Відбувся в International Tennis and Squash complex у Досі (Катар). Тривав з 13 до 18 лютого 2017 року.

## Очки і призові

### Нарахування очок
| Дисципліна       | П   | Ф   | ПФ  | ЧФ  | 1/8 | 1/16 | Q   | Q3  | Q2  | Q1  |
| Одиночний розряд | 470 | 305 | 185 | 100 | 55  | 1    | 25  | 18  | 13  | 1   |
| Парний розряд    | 470 | 305 | 185 | 100 | 1   | Н/Д  | Н/Д | Н/Д | Н/Д | Н/Д |

### Призові гроші
| Дисципліна       | П        | Ф       | ПФ      | ЧФ      | 1/8     | 1/16   | Q      | Q3     | Q2   | Q1  |
| Одиночний розряд | $132,740 | $70,880 | $36,850 | $20,350 | $10,915 | $6,925 | $3,110 | $1,650 | $920 |     |
| Парний розряд*   | $41,520  | $22,180 | $12,120 | $6,165  | $3,350  | Н/Д    | Н/Д    | Н/Д    | Н/Д  | Н/Д |

*на пару

## Учасниці основної сітки в одиночному розряді

### Сіяні пари
| Країна     | Гравчиня           | Рейтинг1 | Сіяна |
| ---------- | ------------------ | -------- | ----- |
| Німеччина  | Анджелік Кербер    | 2        | 1     |
| Чехія      | Кароліна Плішкова  | 3        | 2     |
| Словаччина | Домініка Цібулкова | 5        | 3     |
| Польща     | Агнешка Радванська | 6        | 4     |
| Іспанія    | Гарбінє Мугуруса   | 7        | 5     |
| Росія      | Олена Весніна      | 15       | 6     |
| Швейцарія  | Тімеа Бачинскі     | 16       | 7     |
| Чехія      | Барбора Стрицова   | 17       | 8     |

- 1 Рейтинг подано станом на 6 лютого 2017.

### Інші учасниці
Нижче наведено учасниць, які отримали вайлдкард на участь в основній сітці:
- Фатіма Ан-Набхані
- Чагла Бююкакчай

Нижче наведено гравчинь, які пробились в основну сітку через стадію кваліфікації:
- Медісон Бренгл
- Лорен Девіс
- Єлена Янкович
- Крістіна Макгейл

### Відмовились від участі
До початку турніру
- Джоанна Конта → її замінила Ірина-Камелія Бегу
- Світлана Кузнецова → її замінила Лаура Зігемунд
- Карла Суарес Наварро → її замінила Моніка Пуїг

### Знялись
- Тімеа Бачинскі
- Юлія Путінцева

## Учасниці основної сітки в парному розряді

### Сіяні пари
| Країна            | Гравчиня          | Країна    | Гравчиня           | Рейтинг1 | Сіяна |
| ----------------- | ----------------- | --------- | ------------------ | -------- | ----- |
| Китайський Тайбей | Чжань Юнжань      | Швейцарія | Мартіна Хінгіс     | 20       | 1     |
| Індія             | Саня Мірза        | Чехія     | Барбора Стрицова   | 21       | 2     |
| Чехія             | Андреа Главачкова | КНР       | Пен Шуай           | 26       | 3     |
| США               | Абігейл Спірс     | Словенія  | Катарина Среботнік | 46       | 4     |

- 1 Рейтинг подано станом на 6 лютого 2017.

### Інші учасниці
Нижче наведено пари, які отримали вайлдкард на участь в основній сітці:
- Фатіма Ан-Набхані /  Мубарака Аль-Наїмі
- Чжуан Цзяжун /  Єлена Янкович

Наведені нижче пари отримали місце як заміна:
- Медісон Бренгл /  Наомі Броді

### Відмовились від участі
До початку турніру
- Тімеа Бабош
- Тімеа Бачинскі

## Переможниці та фіналістки

### Одиночний розряд
- Кароліна Плішкова —  Каролін Возняцкі, 6–3, 6–4

### Парний розряд
- Абігейл Спірс /  Катарина Среботнік —  Ольга Савчук /  Ярослава Шведова, 6–3, 7–6(9–7)